# Gertraud Burkert
Gertraud Burkert (* 21. März 1940 in München) ist eine deutsche Kommunalpolitikerin (SPD).

## Leben
Nach dem Abitur am städtischen Elsa-Brändström-Gymnasium in München-Pasing absolvierte sie ein Studium der Germanistik, Altphilologie und Geschichte in München und Wien, das sie mit der Promotion zum Dr. phil. an der Ludwig-Maximilians-Universität München abschloss. 1968 engagierte sie sich gegen die Notstandsgesetze und trat in der Folge in die SPD ein.
Burkert war von Mai 1990 bis September 1993 ehrenamtliche Stadträtin in München. Von 1993 bis 2005 war sie Zweite Bürgermeisterin mit Zuständigkeit für die Sozialausschüsse, die Ausschüsse für Schule und Sport, den Kommunalausschuss, für Bürgerangelegenheiten und die Bezirksausschüsse.
Sie war Aufsichtsratsvorsitzende des Münchner Tierparks und des Münchenstifts. Anfang 2014 wurde ihr vom Münchner Stadtrat für ihren langjährigen Einsatz für ein soziales München die Ehrenbürgerwürde verliehen.